# 森野宣彦
森野宣彦（もりの のぶひこ、1970年3月17日 - ）は、日本の作曲家。

## 主な作品
- DOWN TO HELL (1997年)
- VERSUS（2001年）
- ALIVE（2002年）
- 名探偵・一日市肇 (2001年)
- Jam Films（2002年）
- スカイハイ 劇場版（2003年）
- ゴジラ FINAL WARS（2004年）[1]
- Jam Films S（2005年）
- LOVE DEATH（2006年）
- 鎧 サムライゾンビ（2008年）
- BATON（2009年）
- 極道兵器（2010年）
- デッドボール（2011年）
- クソすばらしいこの世界（2013年）
- アブダクティ（2013年）
- CLAMPドラマ ホリック〜xxxHOLiC〜（2013年）
- オー!ファーザー（2014年）
- 珍遊記（2016年）
- 目玉焼きの黄身 いつつぶす?（2017年）
- ひだまりが聴こえる（2017年）
- 兄友（2018年）
- ベイビーわるきゅーれ エブリデイ!（2024年）